# Ratones Paranoicos
Ratones Paranoicos est un groupe argentin de rock, originaire de Villa Devoto, Buenos Aires. Le groupe est formé à l'origine par Juan Sebastián Gutiérrez Juanse (chant et guitare rythmique), Pablo Memi (basse), Pablo Cano (guitare solo) et Rubén Quiroga (batterie).

## Histoire
Juanse et Pablo « Maldito » Memi jouent dans le groupe La Puñalada Amistosa avec le musicien uruguayen-argentin Gabriel Carámbula. Les affrontements constants entre eux mènent à leur séparation et c'est ainsi qu'en 1983, ils appellent Pablo « Sarcófago » Cano et Rubén « Roy » Quiroga pour créer un nouveau groupe, Ratones Paranoicos.
L'esthétique et le son similaires à ceux des Rolling Stones étaient présents dès le moment où Juanse décide de se consacrer à la musique, et sa ressemblance avec les Rolling Stones rend son style musical particulièrement reconnaissable. C'est peut-être à cause de cette rébellion (un mélange de son caractère et de sa propre personnalité) qu'ils ont eu du mal à trouver une label discographique prête à les signer. En 1986, ils réussissent à sortir leur premier album, sous le label Umbral (qui avait aussi signé Los Violadores et V8). Ces morceaux sont peu diffusés, bien qu'ils comprennent Bailando conmigo et Sucia estrella. Il sera réédité plus tard. 
En octobre 2007, Fabián Quintiero quitte le groupe et est remplacé par le bassiste d'origine, Pablo Memi. Le retour du bassiste originel Pablo Memi, après dix ans d'absence, mène les Ratones à vivre une phase rétrospective qui s'est reflétée dans leur dernier album studio, Ratones Paranoicos, sorti en septembre 2009. Leur relation avec le mentor des Stones, Andrew Loog Oldham, qui participe à la production de leurs succès des années 1990, Fieras Lunáticas, La Nave, Hecho en Memphis, Extasis vivo et Planeta Paranoico, et qui revient pour collaborer à cette dernière œuvre, est fondamentale dans le développement de leur carrière et la construction de leur image projetée à l'échelle mondiale. Le 7 septembre, ils présentent l'album au club La Trastienda. Le 5 avril de la même année, ils font la première partie du groupe américain de rock Kiss au festival Quilmes Rock. En 2010, ils se produisent au Luna Park pour présenter leur nouvel album. Le 9 août 2011, par le biais d'un communiqué de presse, Juanse annonce son départ du groupe. Ses coéquipiers  ainsi que le public apprennent son départ de manière inattendue par le biais des réseaux sociaux. Cano, Quiroga et Memi continuent à jouer ensemble dans Circo Paranoico. 
Le 31 mai 2017, ils annoncent leur retour officiel dans les médias, ce qu'ils font le 16 septembre lors d'un grand concert au Hipódromo Argentino de Palermo.

## Discographie

### Albums studio
- 1986 : Ratones Paranoicos
- 1988 : Los chicos quieren rock
- 1989 : Furtivos
- 1990 : Tómalo o déjalo
- 1991 : Fieras lunáticas
- 1993 : Hecho en Memphis
- 1996 : Planeta Paranoico
- 1999 : Electro Shock
- 2001 : Los chicos quieren más
- 2004 : Girando
- 2009 : Ratones Paranoicos

### Albums live
- 1994 : Éxtasis Vivo
- 1998 : MTV Unplugged
- 2000 : Vivo Paranoico
- 2002 : Luna Paranoico
- 2003 : Inyectado de rocanrol vivo
- 2017 : Caballos de Noche - Vivos en el Hipódromo

### Compilations
- 1989 : Enlace
- 1995 : Raros Ratones
- 1999 : Esencial
- 2000 : X16
- 2007 : Obras cumbres

### EP
- 1992 : La nave
- 2001 : Para siempre Diego
- 2003 : Enigma
- 2021 : Materia prima